# Formosatettix qinlingensis
Formosatettix qinlingensis är en insektsart som beskrevs av Zheng, Z. 1982. Formosatettix qinlingensis ingår i släktet Formosatettix och familjen torngräshoppor. Inga underarter finns listade i Catalogue of Life.